# Max I. Bodenheimer

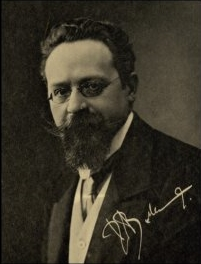
Max Isidor Bodenheimer (um 1910)

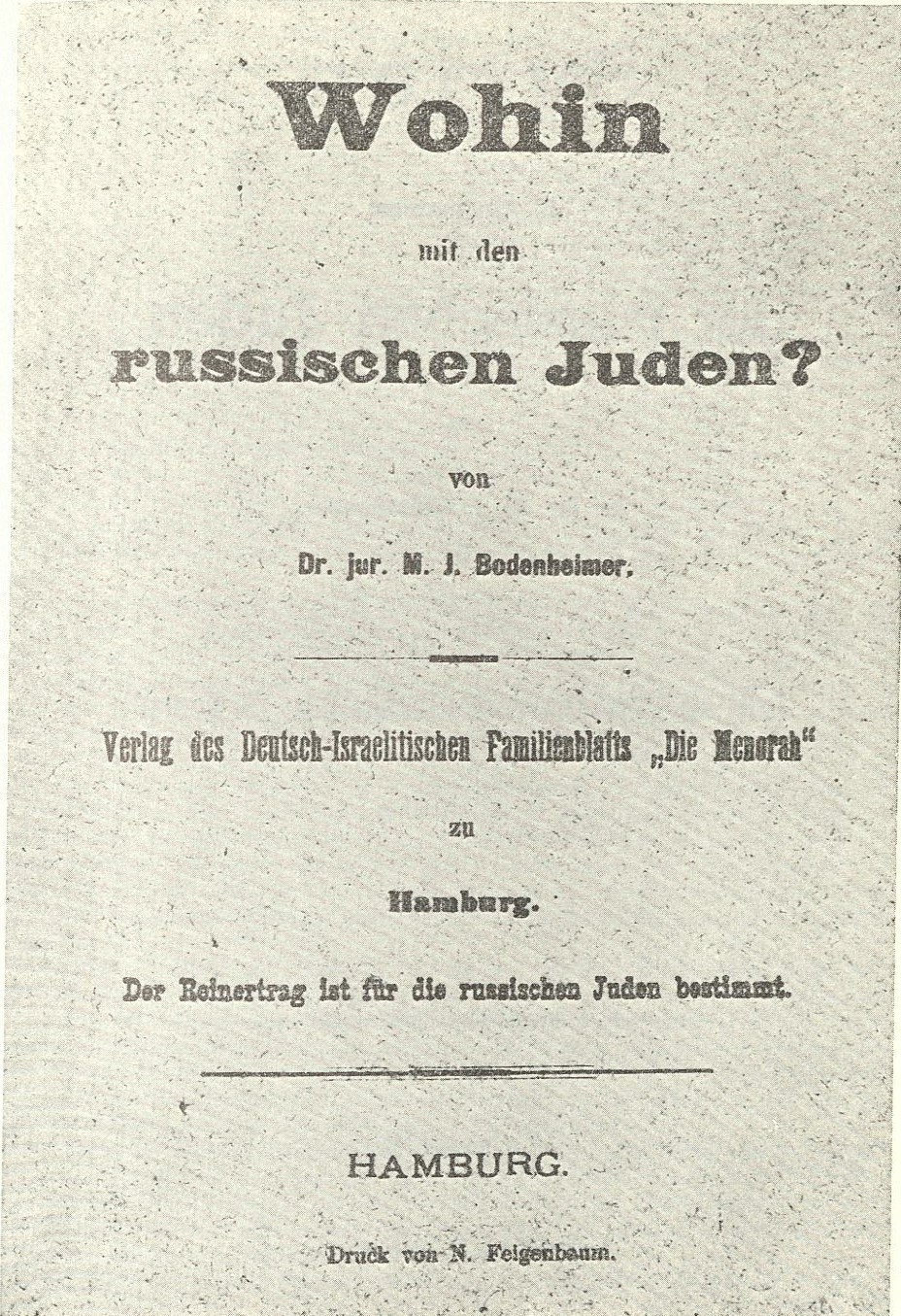
Wohin mit den russischen Juden? (1891)

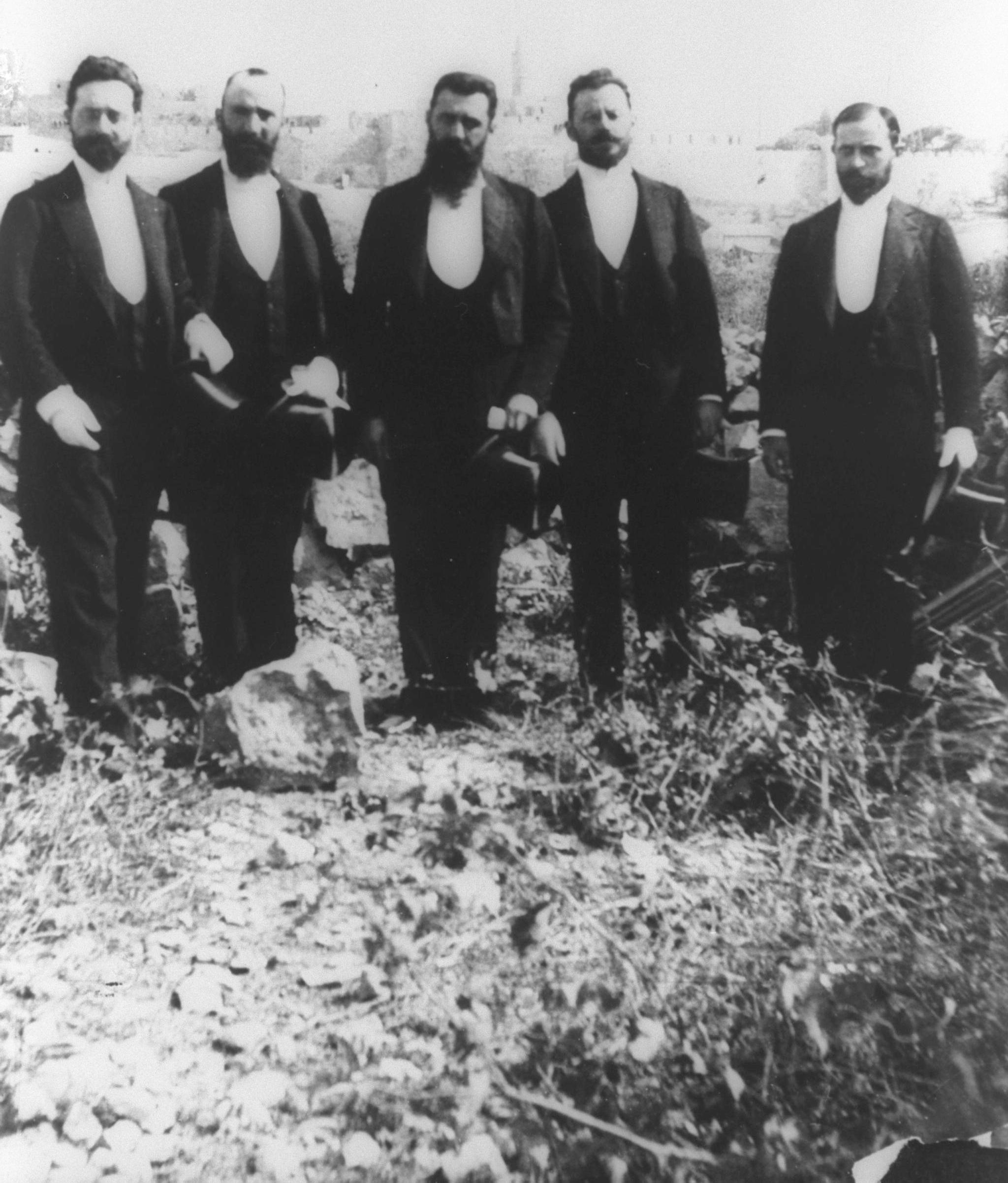
Delegation der Zionisten die am 2. November 1898 mit Kaiser Wilhelm II. auf dessen Palästinareise zusammentraf. Von links nach rechts: Bodenheimer, Wolffsohn, Herzl, Moses Schnirer, Joseph Seidener

Max Isidor Bodenheimer (geboren 12. März 1865 in Stuttgart, Königreich Württemberg; gestorben 19. Juli 1940 in Jerusalem, Völkerbundsmandat für Palästina) war deutscher Jurist jüdischer Religion, Vorreiter der zionistischen Bewegung in Deutschland und in der Folge einflussreicher Funktionär der Zionistischen Weltorganisation. Herzls Spitzname für Bodenheimer war gelegentlich Hajoll (hebr. chajal = Soldat; - auch Kodebezeichnung in Telegrammen etc.).

## Leben
Bodenheimer studierte bis 1889 Jura in Berlin, Straßburg, Freiburg im Breisgau und Tübingen, ließ sich 1890 in Köln nieder und eröffnete dort 1893 eine Anwaltskanzlei, die er bis 1933 betrieb.
1893 gründete Bodenheimer gemeinsam mit David Wolffsohn den „Kölner Verein zur Förderung von Ackerbau und Handwerk in Palästina“, der für Tim N. Gidal am Anfang der gegen Ende des 19. Jahrhunderts einsetzenden säkular-zionistischen Auswanderungsbewegung nach Palästina stand.
1896 heirateten Max Bodenheimer und Rosa Dalberg (* 7. Dezember 1876; † 24. März 1938). Seine Ehefrau schlug auf dem Zionistenkongress im Haag 1907 die Gründung des „Verbandes jüdischer Frauen für Kulturarbeit in Palästina“ vor, den Vorläufer der WIZO. Der Ehe entstammten drei Kinder: Fritz Simon (1897–1959, Professor der Zoologie an der hebräischen Universität von Jerusalem), Henrietta Hannah (1898–1992, Biografin ihres Vaters) und Ruth (1900–1941, Juristin).
Die Machtergreifung durch die Nationalsozialisten zwang Bodenheimer 1933 zur Emigration nach Amsterdam. Nach seinem Rückzug aus der Zionismusbewegung 1934 siedelte die Familie 1935 nach Jerusalem über, wo Bodenheimer sich u. a. der Niederschrift seiner Autobiografie widmete, aber auch sonst publizistisch tätig war. Dort starb er am 20. Juli 1940.

## Politischer Werdegang
Schon lange hatte Bodenheimer sich mit der Lage der Juden auseinandergesetzt. Ab 1889 reifte auch in ihm die Erkenntnis, dass das Judentum eine Nation darstelle, und er begann, sich in der zionistischen Bewegung zu engagieren. 1891 erschien sein erster Artikel Sind die russischen Juden eine Nation? in der Hamburger Wochenzeitschrift Die Menorah, dem weitere folgten, vor allem (ebenfalls 1891) seine Broschüre Wohin mit den russischen Juden oder Syrien, ein Zufluchtsort der russischen Juden (ein Teil der damaligen Verwaltungseinheit Syrien war Palästina).
Nach und nach nahm er Kontakt zu verschiedenen zionistischen Organisationen auf und arbeitete, seit seinem ersten Treffen im Februar 1892, eng mit David Wolffsohn zusammen. Gemeinsam mit ihm gründete Bodenheimer 1893 den Kölner Verein zur Förderung von Ackerbau und Handwerk in Palästina. 1894 beteiligte er sich mit Gustav Tuch in Hamburg an der Gründung der Freien Israelitischen Vereinigung. Ebenfalls 1894 entstand unter Bodenheimers Führung die erste National-Jüdische Vereinigung in Köln (später „ZVfD“), deren Präsident er wurde (und bis 1910 blieb).

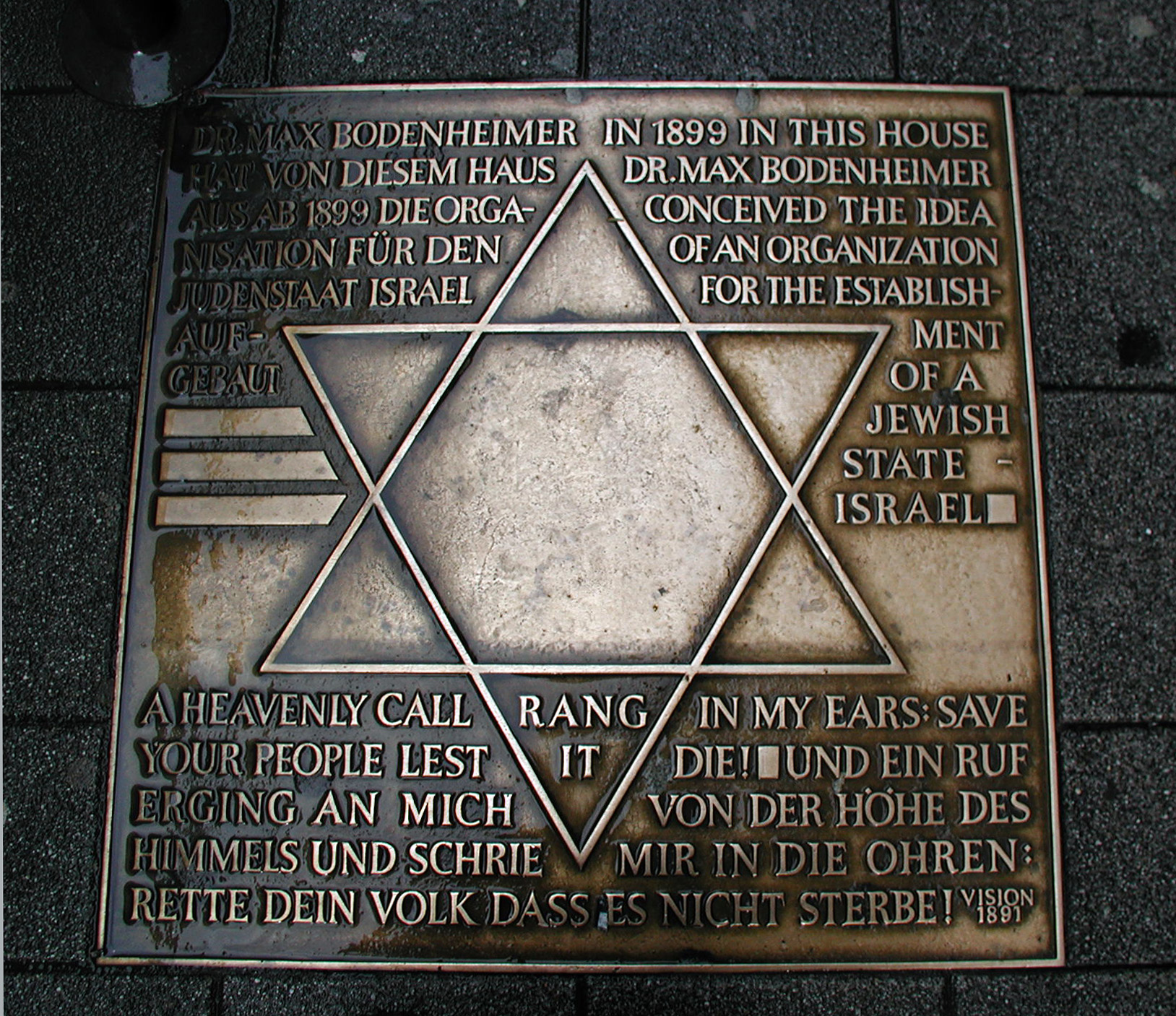
Max-Bodenheimer-Gedenktafel, Köln

Ab dem Mai 1896 stand Bodenheimer in einem regen Briefkontakt mit Theodor Herzl. Bevor sich die beiden erstmals trafen, wurde am 11. Juli 1897 in Bingen die „National-Jüdische Vereinigung Deutschlands“ gegründet und Bodenheimer zu deren Vorsitzenden gewählt. Herzl und Bodenheimer trafen sich auf dem ersten Zionistischen Weltkongress, der am 29. August 1897 in Basel begann und an dem Bodenheimer als Delegierter der deutschen Bewegung teilnahm. Dort wurde er in das Aktionskomitee gewählt, dem er bis 1921 angehörte. Von 1901 bis 1922 war Bodenheimer der Kongressanwalt des Zionistischen Weltkongresses.
Auf Herzls Reisen nach Konstantinopel und Jerusalem begleitete Bodenheimer ihn im Oktober und November 1898, als Herzl sich in Gesprächen, unter anderem mit Kaiser Wilhelm II. und Sultan Abdülhamid II., um die Gründung eines eigenen Staates „Israel“ bemühte.
Im Mai 1899 initiierte Bodenheimer gemeinsam mit anderen den Jüdischen Nationalfonds. Neben seinem Engagement in der Deutschen Zionistenbewegung war er hauptverantwortlich für ein Konzept über die Organisationsstatuten des Weltverbands. Dieses Konzept wurde auf dem 5. Weltkongress, 1901, übernommen und die Gründung eines Internationalen Fonds, des Jewish National Fund (J.N.F.), beschlossen, dessen zweiter Präsident – nach Kremenetzky – Bodenheimer von 1907 bis 1914 war.
Bodenheimer wurde auch Mitglied des Organisationskomitees, 1910 übernahm er dessen Vorsitz mit dem Ziel einer Reform der Organisationsstrukturen. Notwendig wurde die Reform aufgrund der aufkommenden Parteienbildungen innerhalb der Organisation, denen Bodenheimer zunächst kritisch gegenübergestanden hatte. Die Reformen sollten die Positionen dieser Parteien innerhalb des Weltverbandes regeln und wurden auf dem 10. Kongress im August 1911 in Basel umgesetzt.
In der Folge nahm Bodenheimers Einfluss international zu, während er in Deutschland, mit dem Wechsel der Zentrale der deutschen Zionisten von Köln nach Berlin, abnahm. Vor allem zwischen 1912 und 1914 opponierte Bodenheimer offen gegen die radikaler werdende Gesinnung der deutschen Bewegung, die nun von Kurt Blumenfeld dominiert wurde. Dies führte dazu, dass Bodenheimer 1912 erstmals nicht am deutschen Zionistenkongress teilnahm. Den März und April des Jahres verbrachte Bodenheimer im Auftrag des J.N.F. in Palästina.
Bei Beginn des Ersten Weltkriegs, 1914, zog, auf Initiative Bodenheimers, die Zentrale des J.N.F. von Köln nach Den Haag. Anschließend initiierte er (gemeinsam mit Franz Oppenheimer, Adolf Friedemann und anderen Zionisten) das „Komitee zur Befreiung der russischen Juden“, später in „Komitee für den Osten“ umbenannt, dessen Ziel die Verbesserung der Lage der Juden in den von Deutschland und Österreich-Ungarn besetzten russischen Gebieten war. Um die Neutralität des Weltverbandes nicht in Frage zu stellen, wurde Bodenheimer nicht zum Vorsitzenden des Komitees ernannt. Den Vorsitz übernahm stattdessen Franz Oppenheimer. Im November des Jahres trat er vom Vorsitz des J.N.F. zurück, blieb aber Mitglied des Direktoriums.
1921 wurde zum Schicksalsjahr für Bodenheimer: Im April stimmte er, mit der Mehrheit des Direktoriums des J.N.F., für den Versuch, Land in Palästina aufzukaufen, und verteidigte diese Entscheidung leidenschaftlich auf dem 12. Weltkongress im September 1922 in Karlsbad. Dieser Auftritt sollte gleichzeitig seine letzte Intervention auf einem Zionistischen Weltkongress sein. Die neuen Führungspersonen im Weltverband, unter ihnen der 1920 neu gewählte Präsident Chaim Weizmann, lösten sich langsam von der Ära des Theodor Herzl. Dies führte im Dezember dazu, dass viele Weggefährten Herzls im Direktorium der J.N.F. nicht wiedergewählt wurden, unter ihnen auch Bodenheimer.
Einen letzten größeren Auftritt in Deutschland hatte Bodenheimer 1928, als die Kölner Jüdische Gemeinde ihm die Organisation und Präsentation der jüdischen Ausstellung im Rahmen der Internationalen Presse-Ausstellung „Pressa“ übertrug.
1929 brach Bodenheimer endgültig mit der Politik Weizmanns und schloss sich den Revisionisten um Zeev Jabotinsky an. Als deren Delegierter nahm er 1931 in Basel an seinem letzten Weltkongress teil. Mit seinem Austritt aus der Revisionistischen Partei, 1934, zog sich Bodenheimer ins Privatleben zurück.
Wenig bekannt ist, dass er 1933 ein Drama über das Leben Jesu geschrieben hatte (In Sachen Jesu, unter dem Pseudonym M. Bodmer).

## Schriften
- Wohin mit den russischen Juden? Die Menorah, Hamburg 1891.
- So wurde Israel. Aus der Geschichte der zionistischen Bewegung. Erinnerungen von Dr. Max Isidor Bodenheimer. Herausgegeben von Henriette Hannah Bodenheimer auf der Basis der hebräischen unvollendeten Biographie von 1952. Europäische Verlagsanstalt, Frankfurt am Main 1958.
- In Sachen Jesu. Ein jüdisches Theaterstück über Leben und Tod des Nazareners. Neu herausgegeben und mit einem Nachwort versehen von Nathanael Riemer. Königshausen & Neumann, Würzburg 2024.

## Literatur

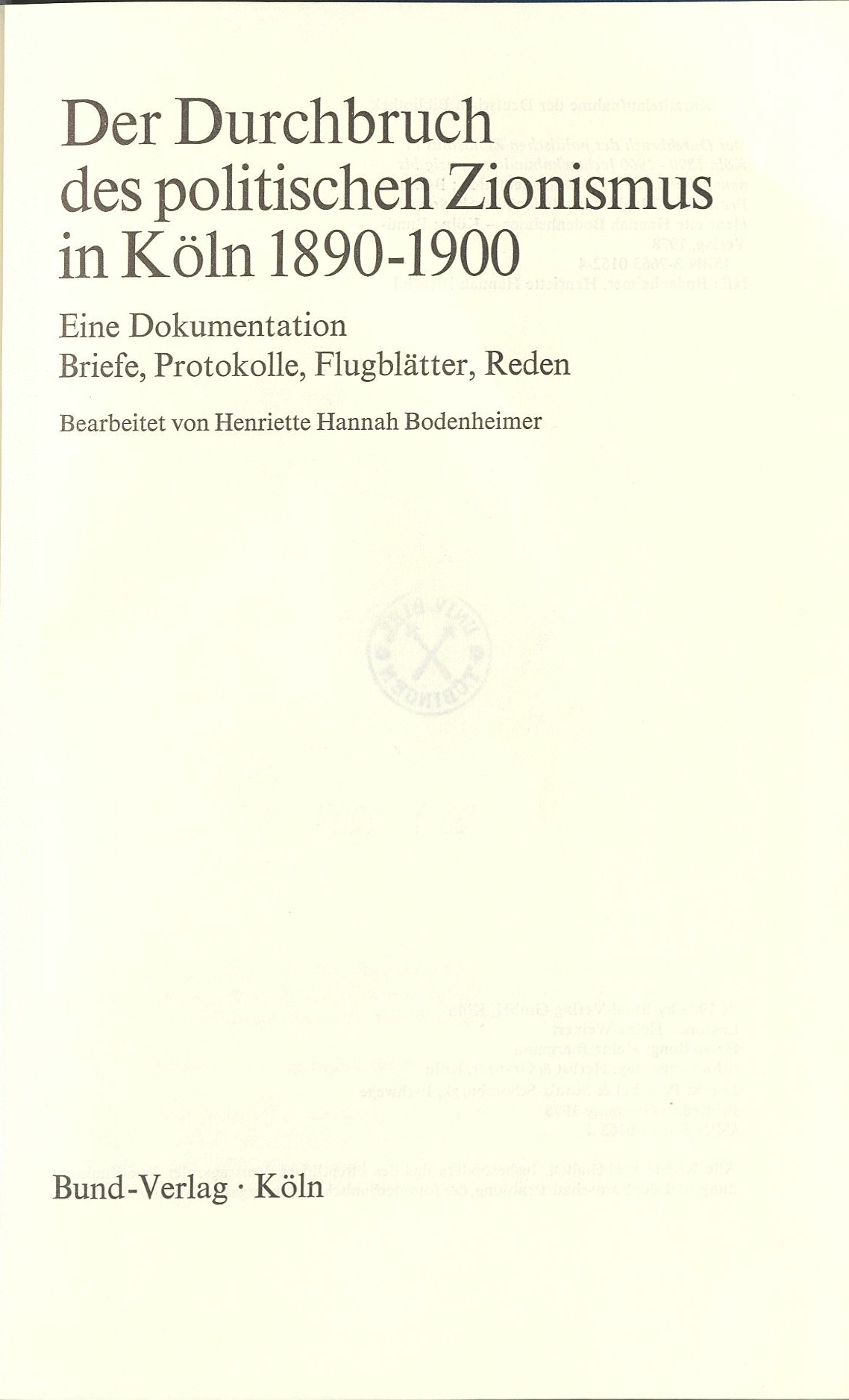